# テュケー (仮説上の惑星)

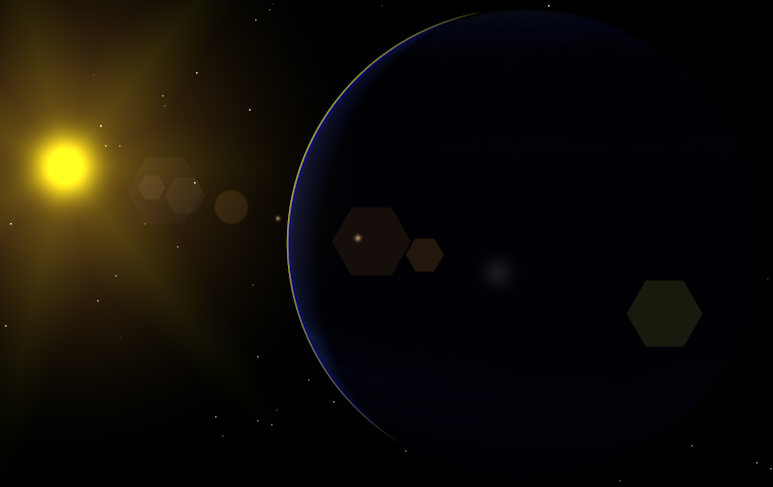
テュケーの想像図。

テュケー (Tyche) は、太陽系のオールトの雲の領域を周回していると予測された仮説上の天体で、惑星もしくは惑星質量天体である。

## 理論
1999年に、ルイジアナ大学ラファイエット校のジョン・マティス (John Matese) が提唱した、仮説上の天体である。また、太陽の未発見伴星ネメシスの提唱者のダニエル・ホイットモア (Daniel Whitmore) も、この学説を強力に支持し、予測を立てていた。2010年11月の科学雑誌『イカルス』掲載の論文にて、より詳しい予測が発表された。
論文では、長周期彗星の軌道を計算した結果、太陽から15,000天文単位（2兆2440億km、0.24光年ほど）ぐらいのところに、木星もしくはそれ以上の質量の天体が、180万年ほどの周期で、太陽を周回していると予測された。この距離はオールトの雲の領域にあたる。褐色矮星の可能性も指摘されていたが、最新研究では大まかなところ木星の4倍ぐらいの質量で、大きさは木星と同じぐらいと想定されていた。ケルビン・ヘルムホルツ収縮の式により、表面温度は -73℃ (200K) と推定された。

## 観測
過去の観測では、1983年のIRASの赤外線探査により、太陽より10,000天文単位以内に、太陽以外に、木星の5倍以上の質量の天体がないという探査結果が明らかにされていた。
2009年12月14日に打ち上げられた広域赤外線探査衛星 (WISE) の探査と、2012年3月の全データ公開により、存在が明らかになると期待する科学者もいた。しかし、2014年、WISEの観測データから「太陽より26,000天文単位以内に新たな木星質量以上の天体は存在せず、また10,000天文単位以内では土星質量の天体も存在しない」との研究結果がまとめられた。これにより、2010年にホイットモアらが予測したテュケーの存在は否定された。